# Jodi Picoult
Jodi Lynn Picoult (* 19. května 1966) je americká spisovatelka, která v roce 2003 získala cenu New England Bookseller Award.

## Život
Jodi se narodila a vyrůstala v Nesconsetu na Long Islandu. Když jí bylo 13 let, přestěhovala se s rodinou do New Hampshire. Svou první knihu napsala v pěti letech a nazvala ji The Lobster Which Missunderstood.
Vystudovala tvůrčí psaní na Univerzitě v Princetonu a absolvovala v roce 1987. Ihned po škole vystřídala celou řadu pracovních míst, mezi která lze zařadit také editaci učebnic pro výuku anglického jazyka. Dále získala magisterský titul v oboru vzdělávání na Harvardu.
Svou spisovatelskou kariéru Picoult zahájila psaním DC komiksu Wonder Woman. Její kniha Nineteen Minutes, což byla novela o střelbě na škole, se stala hitem podle žebříčku New York Times Best Seller. Stejným hitem se stala i kniha z roku 2008 s názvem Change of Heart. Po celém světě se prodalo asi 14 milionů jejích knih.
Jodi Picoult je vdaná za Timothyho Warreena Van Leera, mají tři děti a celá rodina žije v Hanoveru v New Hampshire.

## Dílo

### Filmové a televizní adaptace
- The Pact (2002)
- Plain Truth (2004)
- The Tenth Circle (2008)
- Je to i můj život (2009)